# Beurières
Beurières (également orthographié Beurrières), est une commune française située dans le département du Puy-de-Dôme, en région Auvergne-Rhône-Alpes.

## Géographie

### Localisation

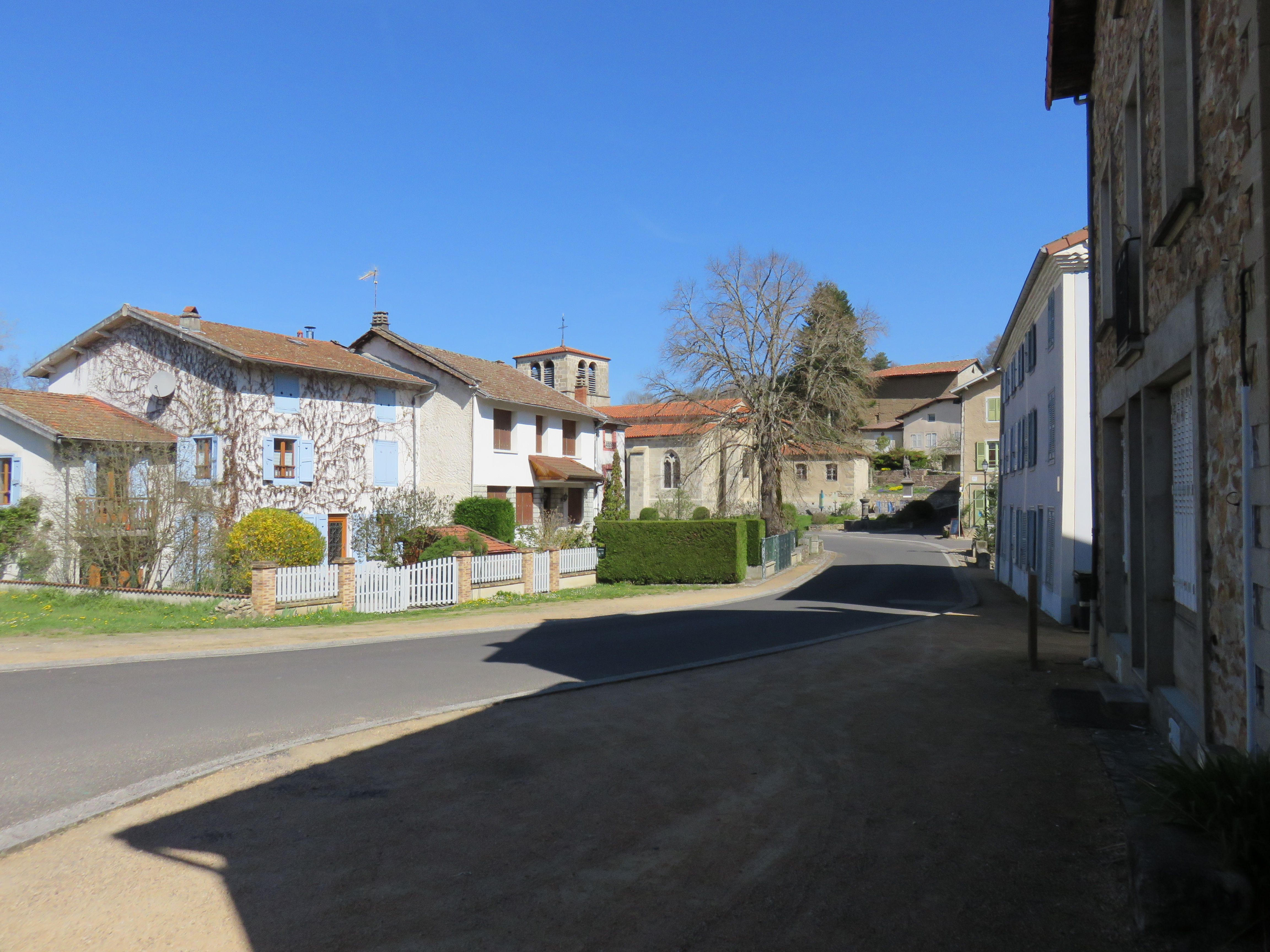
Une rue du village.

La commune de Beurières fait partie du parc naturel régional Livradois-Forez.
Elle se trouve dans l'aire d'attraction d'Ambert, dans la zone d'emploi du Livradois et dans le bassin de vie d'Arlenc.

### Communes limitrophes
Les communes limitrophes sont  Arlanc, Chaumont-le-Bourg, Medeyrolles et Saint-Just.
| Chaumont-le-Bourg |           | Saint-Just  |
|                   | Beurières |             |
| Arlanc            |           | Medeyrolles |

### Géologie et relief
La superficie de la commune est de 16,27 km2 ; son altitude varie de 557  à   1 033 mètres.

### Hydrographie

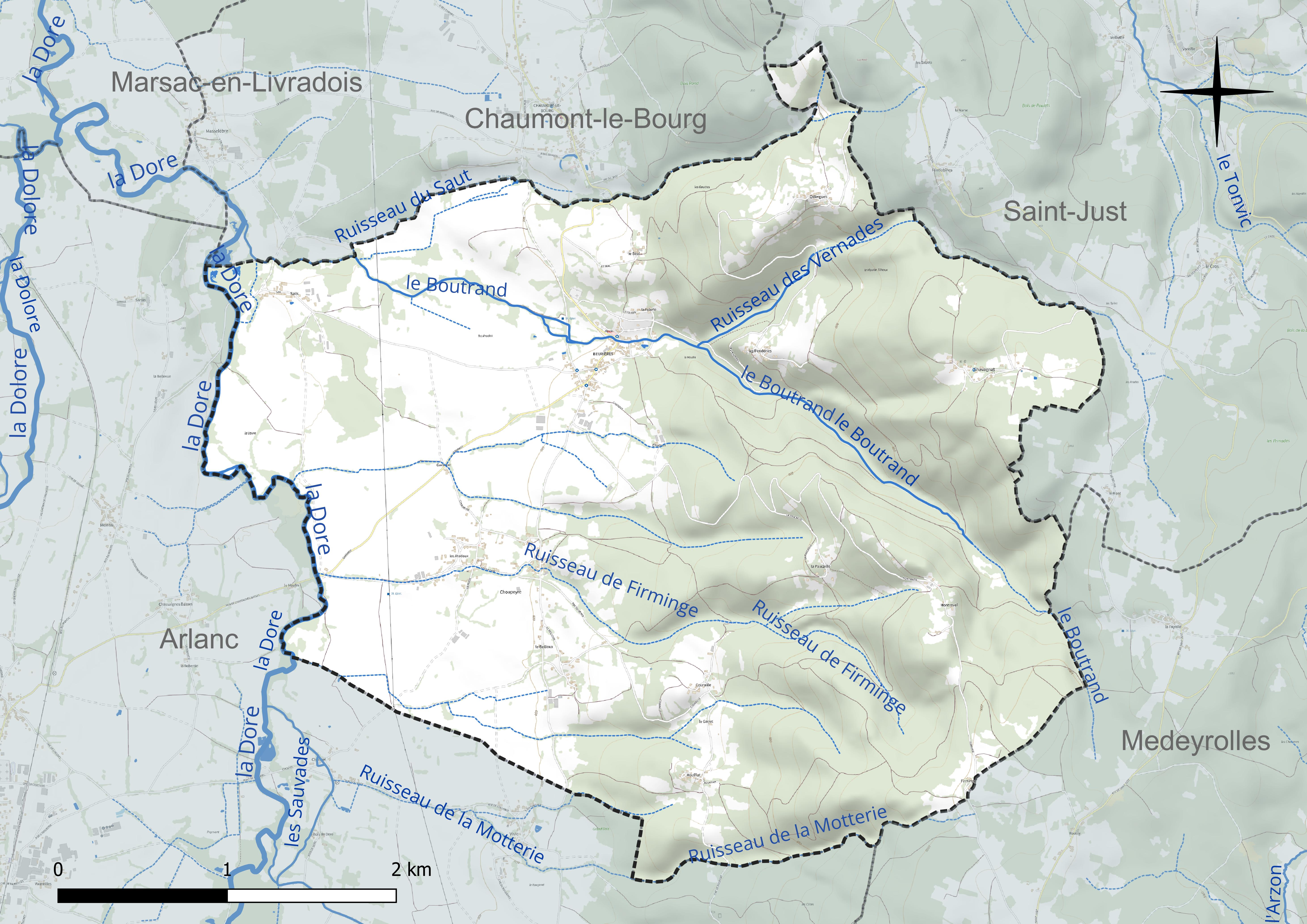
Carte hydrographique de la commune.

La commune est limitée à l'ouest par le lit de la Dore, un affluent de l'Allier et donc un sous-affluent de la Loire.
Plusieurs ruisseaux y confluent, dont le Boutrand et le ruiseau de Firminge.

### Climat
Pour des articles plus généraux, voir Climat d'Auvergne-Rhône-Alpes et Climat du Puy-de-Dôme.
En 2010, le climat de la commune est de type climat des marges montargnardes, selon une étude du Centre national de la recherche scientifique s'appuyant sur une série de données couvrant la période 1971-2000. En 2020, Météo-France publie une typologie des climats de la France métropolitaine dans laquelle la commune est exposée à un climat de montagne ou de marges de montagne et est dans la région climatique Nord-est du Massif Central, caractérisée par une pluviométrie annuelle de 800 à 1 200 mm, bien répartie dans l’année.
Pour la période 1971-2000, la température annuelle moyenne est de 9,6 °C, avec une amplitude thermique annuelle de 16,6 °C. Le cumul annuel moyen de précipitations est de 871 mm, avec 10,1 jours de précipitations en janvier et 7,1 jours en juillet. Pour la période 1991-2020, la température moyenne annuelle observée sur la station météorologique de Météo-France la plus proche, « Ambert », sur la commune d'Ambert à 13 km à vol d'oiseau, est de 10,1 °C et le cumul annuel moyen de précipitations est de 860,2 mm,. Pour l'avenir, les paramètres climatiques de la commune estimés pour 2050 selon différents scénarios d'émission de gaz à effet de serre sont consultables sur un site dédié publié par Météo-France en novembre 2022.

### Paysages
La commune, située entre la vallée de la Dore et le Forez, présente des paysages variés : La partie basse agricole et la partie haute est de plus en plus occupée par la forêt, avec quelques clairières subsistent encore autour des hameaux de semi-montagne.

## Urbanisme

### Typologie
Au 1er janvier 2024, Beurières est catégorisée commune rurale à habitat très dispersé, selon la nouvelle grille communale de densité à sept niveaux définie par l'Insee en 2022.
Elle est située hors unité urbaine. Par ailleurs la commune fait partie de l'aire d'attraction d'Ambert, dont elle est une commune de la couronne,. Cette aire, qui regroupe 29 communes, est catégorisée dans les aires de moins de 50 000 habitants,.

### Occupation des sols

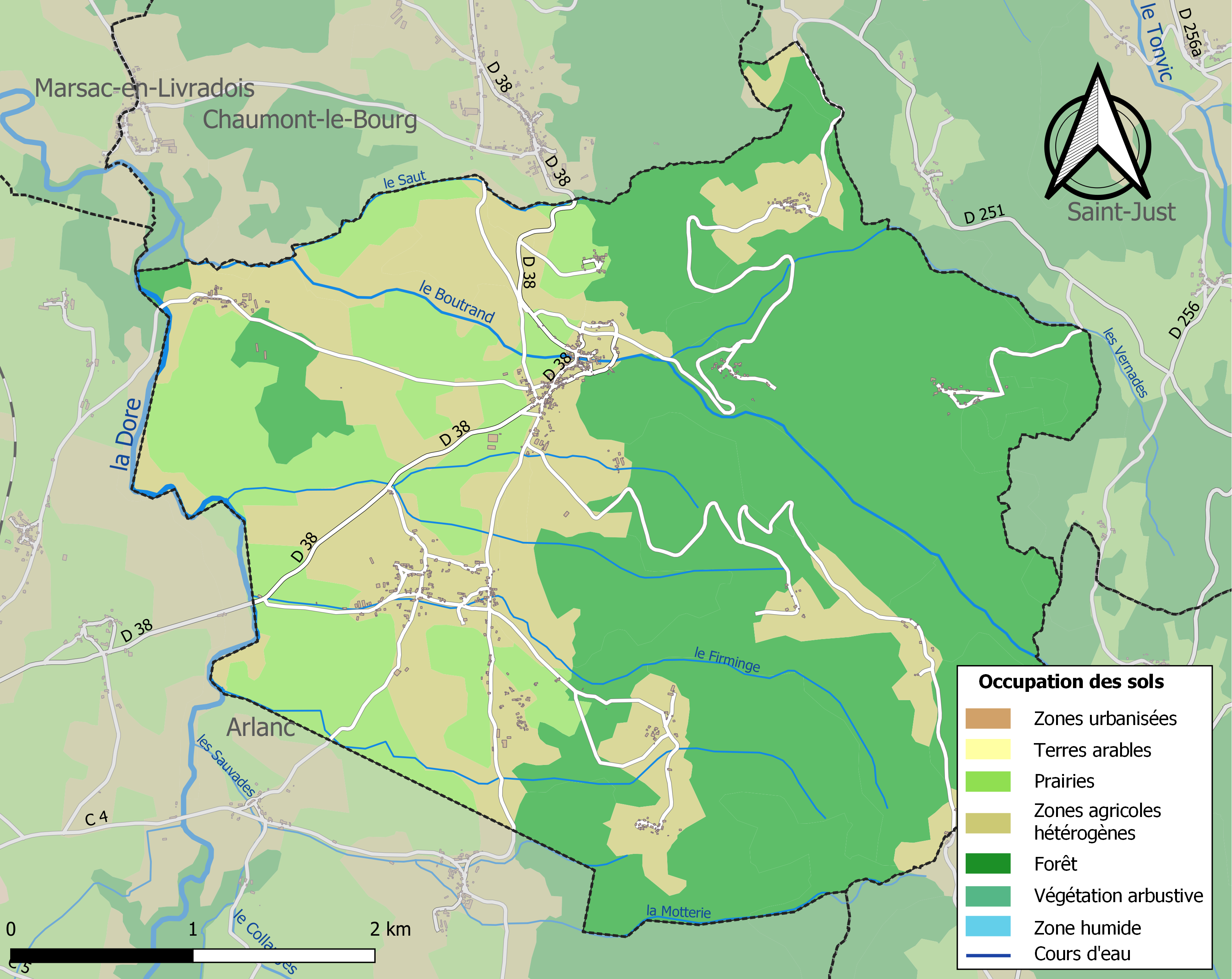
Carte des infrastructures et de l'occupation des sols de la commune en 2018 (CLC).

L'occupation des sols de la commune, telle qu'elle ressort de la base de données européenne d’occupation biophysique des sols Corine Land Cover (CLC), est marquée par l'importance des forêts et milieux semi-naturels (55,2 % en 2018), une proportion sensiblement équivalente à celle de 1990 (55,6 %). La répartition détaillée en 2018 est la suivante :
forêts (55,2 %), zones agricoles hétérogènes (27,3 %), prairies (17,5 %). L'évolution de l’occupation des sols de la commune et de ses infrastructures peut être observée sur les différentes représentations cartographiques du territoire : la carte de Cassini (XVIIIe siècle), la carte d'état-major (1820-1866) et les cartes ou photos aériennes de l'IGN pour la période actuelle (1950 à aujourd'hui).

### Lieux-dits, hameaux et écarts
La commune est constituée de quinze villages : Le bourg - La Folerie - Sails - Le Béal - Les Penderies - Olliergues - Chavagnat - Chatoux - La Pascaille - Montravel - Firminges - Choupeyres - Couraille - Rouffiat - Le Beilloux.

### Habitat et logement
En 2021, le nombre total de logements dans la commune était de 291, alors qu'il était de 297 en 2016 et de 283 en 2011.
Parmi ces logements, 51,3 % étaient des résidences principales, 37,4 % des résidences secondaires et 11,3 % des logements vacants. Ces logements étaient pour 97,6 % d'entre eux des maisons individuelles et pour 2,1 % des appartements.
Le tableau ci-dessous présente la typologie des logements à Beurières en 2021 en comparaison avec celle du Puy-de-Dôme et de la France entière. Une caractéristique marquante du parc de logements est ainsi une proportion de résidences secondaires et logements occasionnels (37,4 %) supérieure à celle du département (10,2 %) et à celle de la France entière (9,7 %).
| Typologie                                               | Beurières | Puy-de-Dôme | France entière |
| ------------------------------------------------------- | --------- | ----------- | -------------- |
| Résidences principales (en %)                           | 51,3      | 79,3        | 82,2           |
| Résidences secondaires et logements occasionnels (en %) | 37,4      | 10,2        | 9,7            |
| Logements vacants (en %)                                | 11,3      | 10,5        | 8,1            |

### Voies de communication et transports
La commune est aisément accessible depuis l'ancienne route nationale 106 (actuelle RD 906).

## Toponymie
Selon Jacques Astor, Beurières, comme Beaurières dans la Drôme, signifie "lieu fréquenté par les castors". Ces noms dérivent en effet de l'ancien occitan beure/bevre, "castor", nom d'origine gauloise.

## Politique et administration

### Rattachements administratifs et électoraux

#### Rattachements administratifs
La commune se trouve depuis 1942 dans l'arrondissement d'Ambert du département du Puy-de-Dôme
Elle faisait partie depuis 1793 du canton d'Arlanc. Dans le cadre du redécoupage cantonal de 2014 en France, cette circonscription administrative territoriale a disparu, et le canton n'est plus qu'une circonscription électorale.

#### Rattachements électoraux
Pour les élections départementales, la commune fait partie depuis 2014 du canton d'Ambert
Pour l'élection des députés, elle fait partie de la cinquième circonscription du Puy-de-Dôme.

### Intercommunalité
Beurières était membre de la petite communauté de communes du Pays d'Arlanc, un établissement public de coopération intercommunale (EPCI) à fiscalité propre créé en 2001 et auquel la commune avait transféré un certain nombre de ses compétences, dans les conditions déterminées par le code général des collectivités territoriales.
Dans le cadre des dispositions de la loi portant nouvelle organisation territoriale de la République du 7 août 2015, qui prévoit que les établissements publics de coopération intercommunale (EPCI) à fiscalité propre doivent avoir un minimum de 15 000 habitants, cette intercommunalité a fusionné avec ses voisines pour former, le 1er janvier 2017, la communauté de communes Ambert Livradois Forez, dont est désormais membre la commune

### Liste des maires
| Période                                  | Période                    | Identité               | Étiquette | Qualité                                                   |
| ---------------------------------------- | -------------------------- | ---------------------- | --------- | --------------------------------------------------------- |
| Les données manquantes sont à compléter. |                            |                        |           |                                                           |
|                                          | 1904                       | Jean Bravard           |           |                                                           |
| 1904                                     | 1929                       | Jean Grenier-Maltrait  |           |                                                           |
| 1929                                     | 1947                       | Théodore Chautard      |           |                                                           |
| 1947                                     | 1953                       | Barthelemy Dumeil      |           |                                                           |
| 1953                                     | 1965                       | Henri Chautard         |           |                                                           |
| 1965                                     | 1983                       | Jean Faure             |           |                                                           |
| 1983                                     | 2023                       | Bernard Faure,         |           | Cadre retraité Démissionnaire                             |
| mars 2023                                | En cours (au 13 juin 2024) | Laurence Finand George |           | Profession intermédiaire de la santé et du travail social |

## Équipements et services publics

### Eau et déchets
L'adduction en eau potable est assurée par le SIAEP de Beurières-Chaumont-Saint-Just

## Population et société

### Démographie
L'évolution du nombre d'habitants est connue à travers les recensements de la population effectués dans la commune depuis 1793. Pour les communes de moins de 10 000 habitants, une enquête de recensement portant sur toute la population est réalisée tous les cinq ans, les populations de référence des années intermédiaires étant quant à elles estimées par interpolation ou extrapolation. Pour la commune, le premier recensement exhaustif entrant dans le cadre du nouveau dispositif a été réalisé en 2007.

En 2022, la commune comptait 310 habitants, en évolution de +2,99 % par rapport à 2016 (Puy-de-Dôme : +2,1 %, France hors Mayotte : +2,11 %).
| 1793  | 1800  | 1806  | 1821  | 1831  | 1836  | 1841  | 1846  | 1851  |
| ----- | ----- | ----- | ----- | ----- | ----- | ----- | ----- | ----- |
| 1 184 | 1 269 | 1 334 | 1 201 | 1 400 | 1 418 | 1 402 | 1 480 | 1 448 |

| 1856  | 1861  | 1866  | 1872  | 1876  | 1881  | 1886  | 1891  | 1896  |
| ----- | ----- | ----- | ----- | ----- | ----- | ----- | ----- | ----- |
| 1 446 | 1 407 | 1 356 | 1 355 | 1 360 | 1 251 | 1 259 | 1 251 | 1 184 |

| 1901  | 1906 | 1911 | 1921 | 1926 | 1931 | 1936 | 1946 | 1954 |
| ----- | ---- | ---- | ---- | ---- | ---- | ---- | ---- | ---- |
| 1 064 | 990  | 942  | 777  | 716  | 721  | 664  | 586  | 490  |

| 1962 | 1968 | 1975 | 1982 | 1990 | 1999 | 2006 | 2007 | 2012 |
| ---- | ---- | ---- | ---- | ---- | ---- | ---- | ---- | ---- |
| 431  | 342  | 328  | 287  | 336  | 344  | 314  | 310  | 305  |

| 2017 | 2022 | - | - | - | - | - | - | - |
| ---- | ---- | - | - | - | - | - | - | - |
| 297  | 310  | - | - | - | - | - | - | - |

## Culture locale et patrimoine

### Lieux et monuments
- Église paroissiale Sainte-Marguerite ou Notre-Dame  Inscrit MH (1926)[24],[25], XIIe siècle et XVe siècle, agrandie en 1877, clocher détruit vers 1793, reconstruit à une date inconnue après 1898.
Mobilier de l'église paroissiale[26] : 
  - Fonts baptismaux en pierre, XIIe siècle  Classé MH (1908)[27], dont ne subsiste que le pied, utilisé comme support de bénitier.
  - coupe en argent doré, XVIIe siècle ;
  - Vierge de pitié, groupe sculpté en bois polychrome.
- Divers autres objets mobiliers (église paroissiale ou chapelles isolées) .
- Croix « d'épidémie »  Inscrit MH (1942)[28],[29] en pierre, dans le Bourg, du (XVIe siècle, Christ sur une face, Vierge sur l'autre).
- Diverses autres croix monumentales[30],[31]
- Chapelle Saint-Mary, au lieu-dit Choupeyre, construite à la limite des XIXe et XXe siècle[32]
- Chapelle au lieu-dit Montravel, datant sans doute du XIXe siècle[33].  La famille seigneuriale de Montravel s'est fondue dans les d'Auzon dans la 2e moitié du XIVe siècle.
- Féculerie Dupin  Inscrit MH (1996)[34],[35], sur la Dore, construit sans doute au début du XIXe siècle, agrandi et réaménagé en féculerie à pommes de terre vers 1874.
Elle est caractéristique du patrimoine rural et artisanal du Livradois avec ses encadrements de fenêtres en bois, ses soubassements en moellons nus et ses superstructures en clayonnages de bois sur poteaux.
- Fermes du XIXe et du début du XXe siècle[36],[37],[38],[39],[40].
- Monument aux morts[41], réalisé par Chaufour à Volvic.

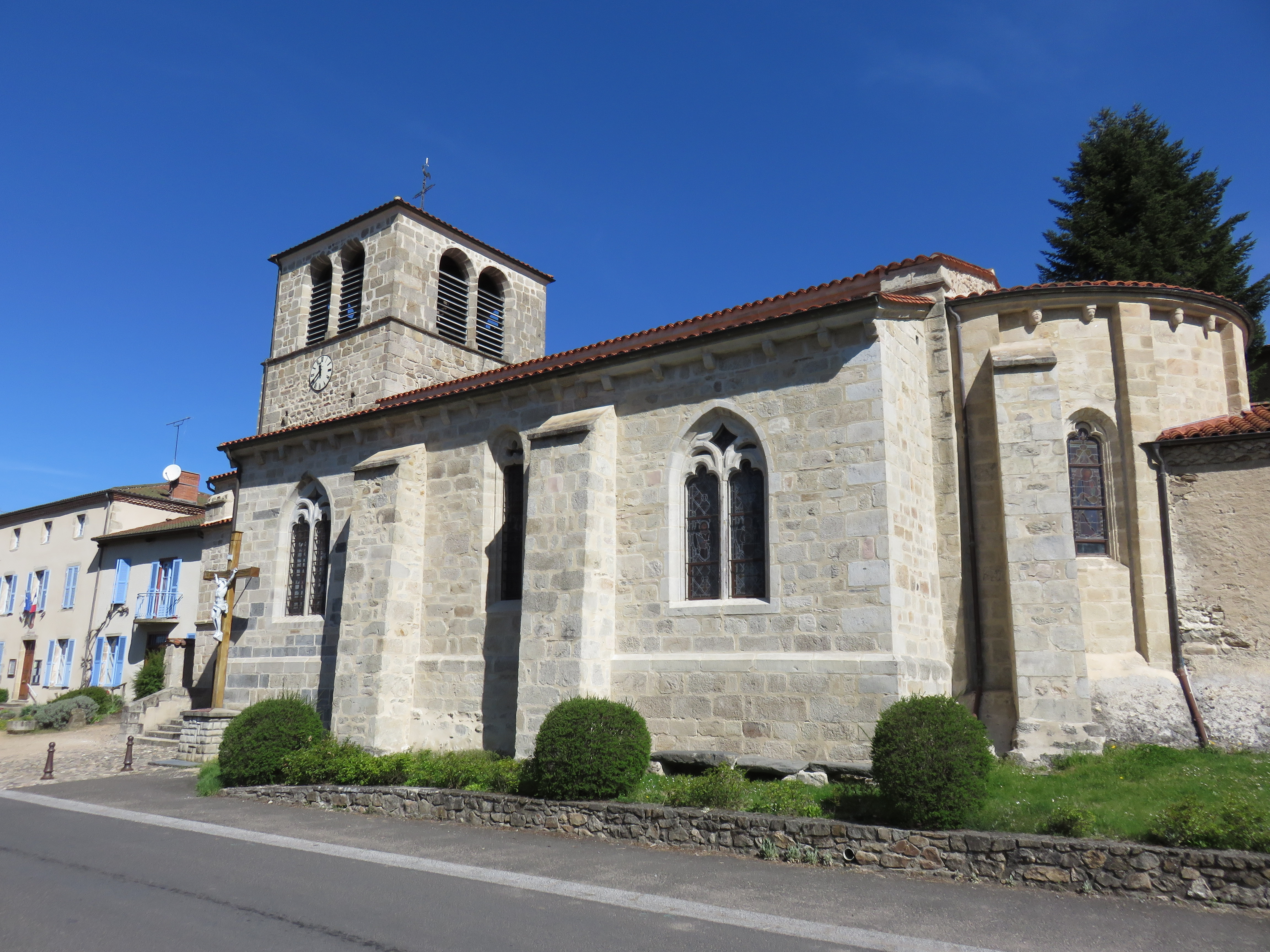
L'église Sainte-Marguerite...
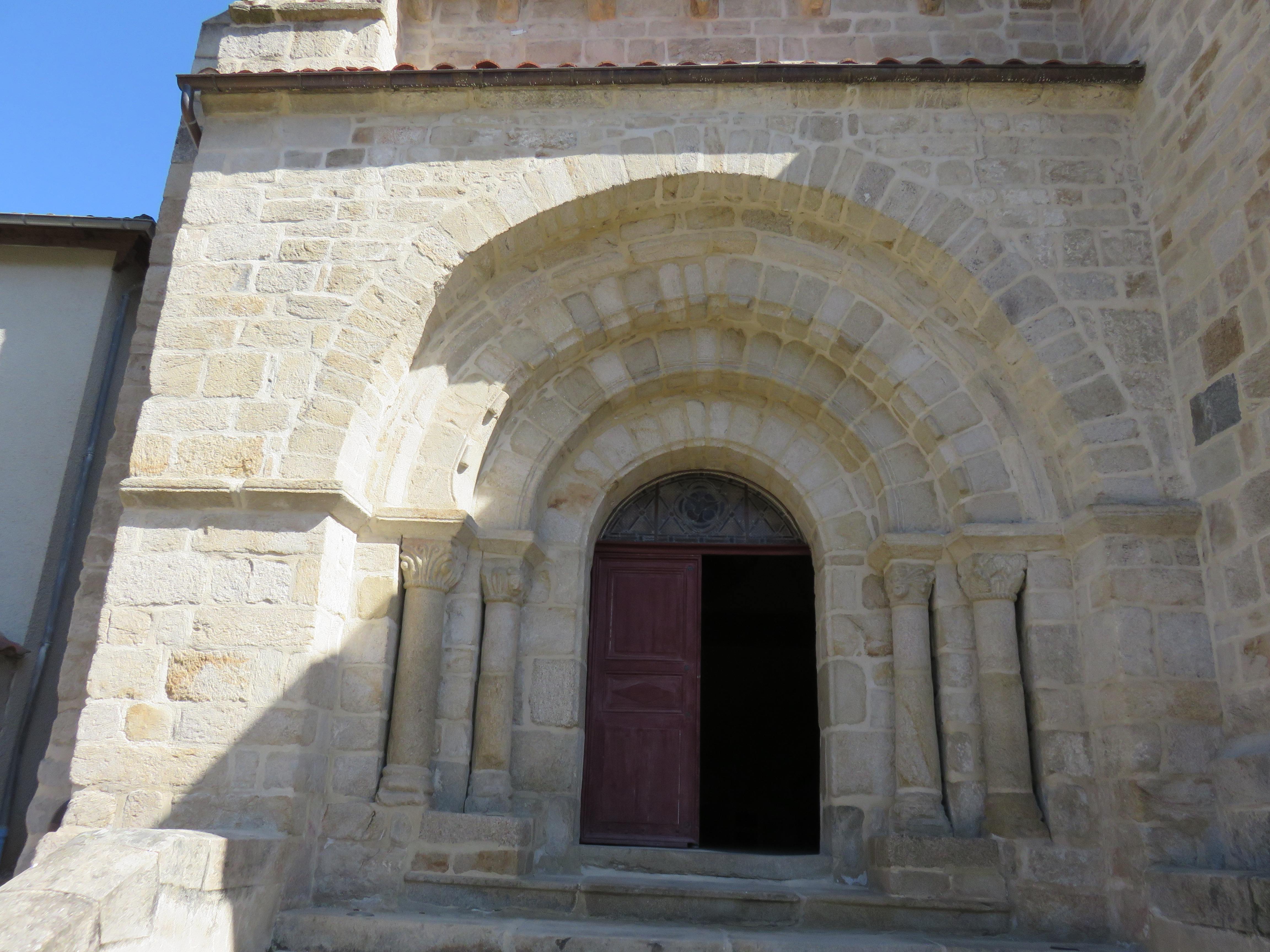
... son portail...
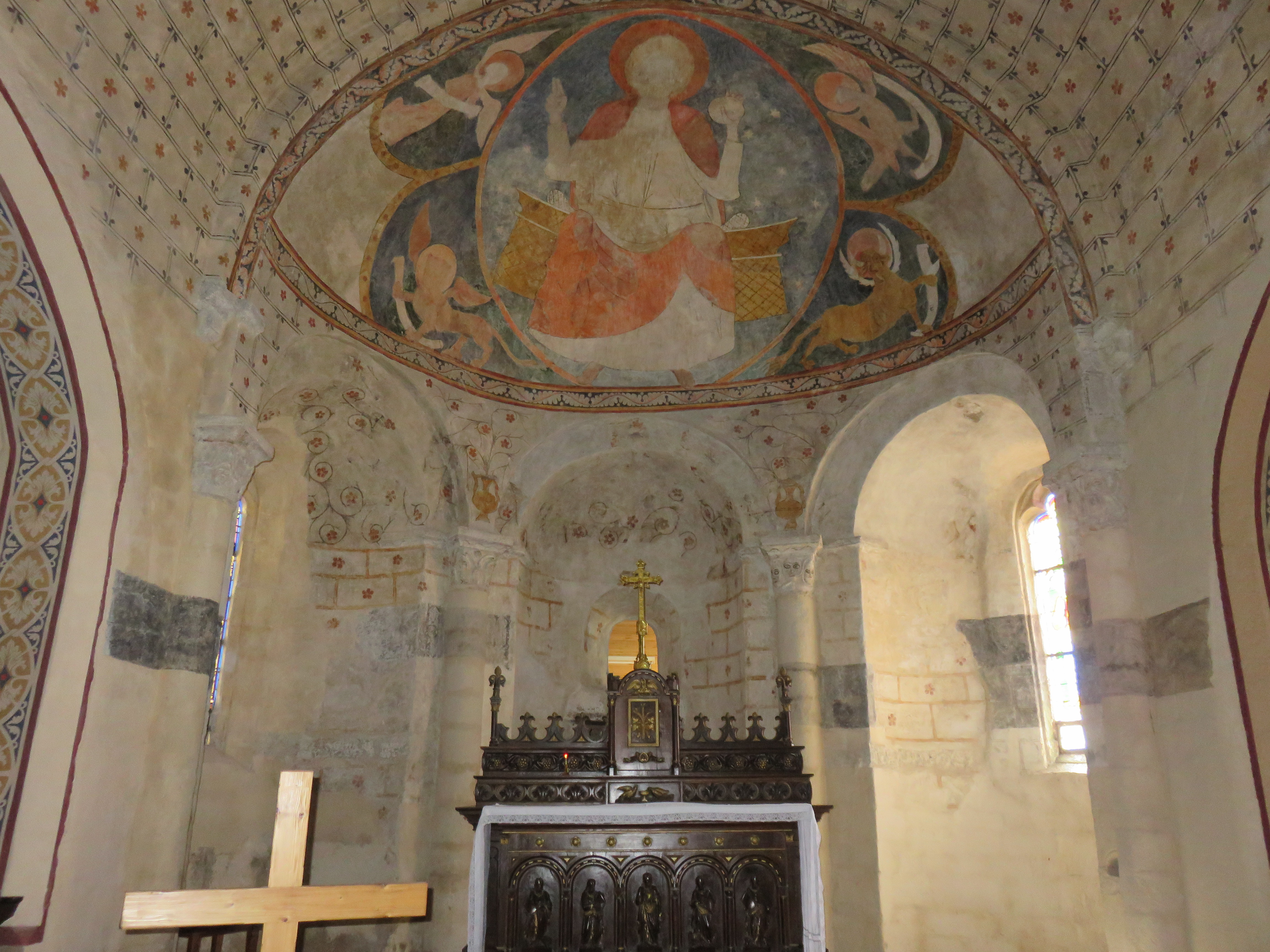
... et son chœur.
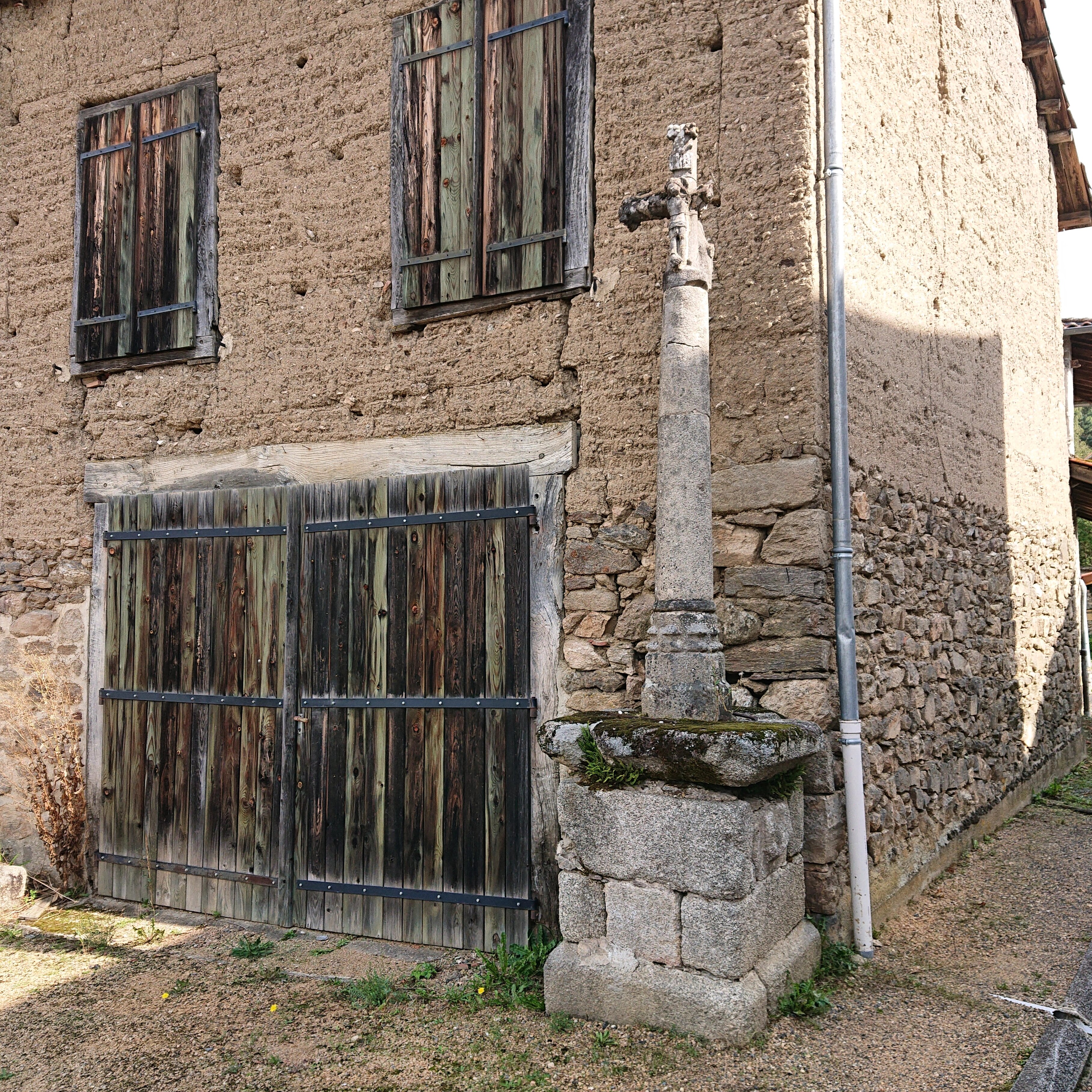
La Croix de Beurières.
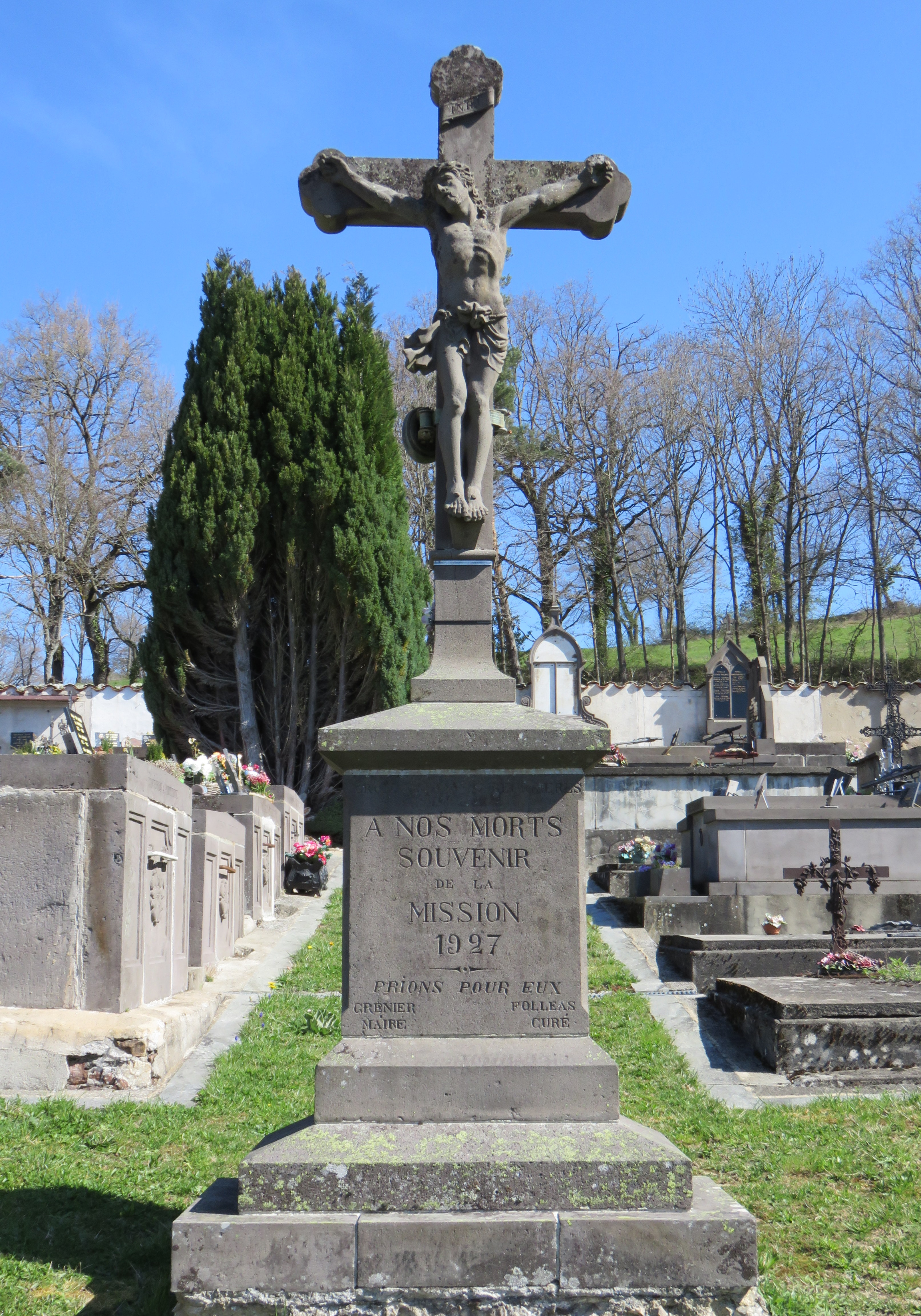
Croix du cimetière.
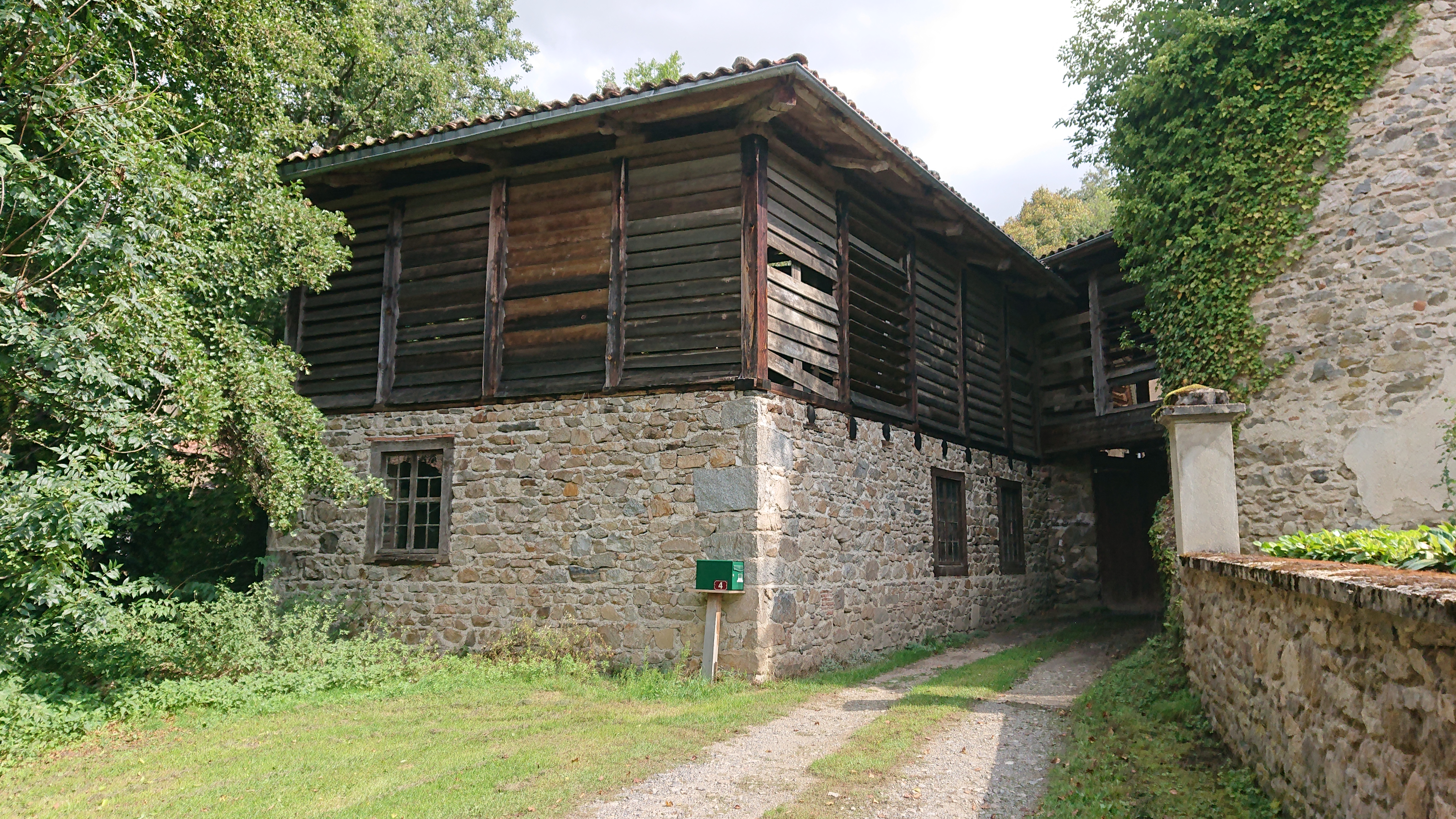
La féculerie Dupin
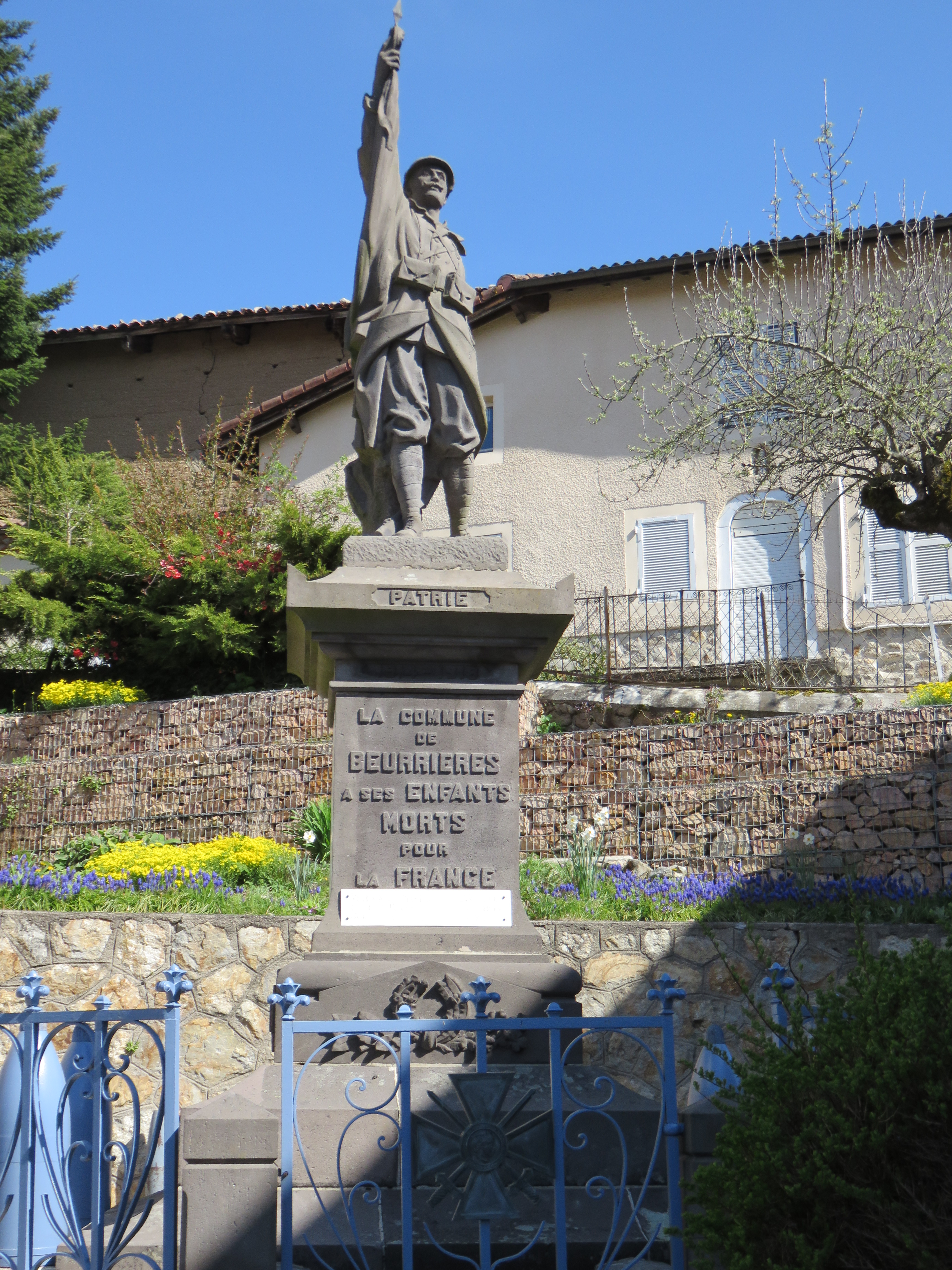
Monument aux morts.

## Pour approfondir